# Zhang Baozhu
Zhang Baozhu (1606-1644), fue una emperatriz consorte china casada con el emperador Tianqi, perteneciente a la dinastía Ming.

## Vida
Emperatriz Zhang fue seleccionada para ser la primera esposa y emperatriz consorte de Tianqi en el año 1621. Su nombre original es desconocido, tampoco se conoce el de su madre. Su padre fue Zhang Guoji, conde de Taikang.
La emperatriz Zhang Baozhu, a pesar de su juventud, es descrita como una mujer tranquila y sincera, estricta pero comprensiva en los asuntos de palacio.  El emperador Tianqi es descrito como maleducado y posiblemente mentalmente deficiente, era muy dependiente de su aya, la Señora Ke y el eunuco Wei Zhongxian, y se sabe que la Emperatriz Zhang se opuso firmemente a su influencia. Ella informaba al emperador sobre las faltas que cometían sus dos favoritos, pero su marido rechazaba tomar acciones contra ellos. En un incidente, ella sutilmente comparó a Wei Zhongxian con el eunuco Zhao Gao, quien era culpado de la caída de la dinastía Qin. En una ocasión, Zhang convocó a la Señora Ke y ordenó su azotamiento, pero el emperador apareció y anuló el castigo.
Wei Zhongxian llegó a inducir abortos entre las consortes y concubinas imperiales, mientras que la Señora Ke llegó a causar la muerte de algunas de las mujeres de palacio. En el año 1623 la emperatriz Zhang quedó embarazada, pero su embarazo acabó en un aborto provocado por un complot entre la Señora Ke y algunas de las mujeres de palacio, resultando envenenada.
Wei Zhongxian y la Señora Ke no podían atacar directamente a la Emperatriz, pero intentaron causar su caída acusando a su padre de piratería señalándola así como la hija de un criminal, llegando a socavar su posición. El complot falló cuando los oficiales de la corte se opusieron a destituirla como emperatriz.
En el año 1627, el emperador Tianqi falleció sin descendencia, ya que todos los embarazos de sus consortes y concubinas habían acabado en abortos o muertes durante la infancia. En la turbia crisis de sucesión, Wei Zhongxian intentó usurpar el trono mediante un complot en el cual él convenció a diversas mujeres de palacio para realizar falsas reclamaciones de embarazo. No obstante, la emperatriz Zhang frustró el complot asegurando el trono para el hermano pequeño de su marido. En reconocimiento por su ayuda, el nuevo emperador le otorgó el título de Yi'an.
En abril del 1644, el ejército del rebelde Li Zicheng se acercaba a la capital a través del Paso de Juyong. El 23 de abril, el emperador Chongzhen celebró su última audiencia con sus ministros. Li Zicheng le ofreció a Chongzhen la oportunidad de rendirse, pero este la rechazó. Al día siguiente, el ejército rebelde atacó la capital. El emperador Chongzhen ordenó al príncipe heredero y a sus dos hermanos que se escondieran en casa de sus parientes, y convocó al resto de la familia. Para impedir que fueran capturadas por los rebeldes, el emperador empezó a matar a las mujeres de su familia, concubinas y consortes. Empleando su espada, mató a la Honorable Consorte Yuan y a la Princesa Kunyi, y cercenó el brazo de la Princesa Changping. El emperador ordenó a la Emperatriz Zhou que se suicidase, ella se colgó, mientras que la Emperatriz Zhang Baozhu se suicidó estrangulándose.